# Stow-on-the-Wold
Stow-on-the-Wold é uma paróquia e pequena cidade-mercado do distrito de Cotswold, no condado de Gloucestershire, na Inglaterra. De acordo com o Censo de 2011, tinha 2042 habitantes. Tem uma área de 1,5 km².